# 莫爾尼察
48°11′39″N 26°13′31″E / 48.19417°N 26.22528°E
莫爾尼察（烏克蘭語：Молниця）是位於烏克蘭西南部的村莊，由切爾諾夫策州切爾諾夫策區的赫爾察市鎮負責管轄。該村海拔高度149米，2001年人口1,813，97%居民使用羅馬尼亞語。